# Mozzanica
Mozzanica ist eine italienische Gemeinde (comune) mit 4386 Einwohnern (Stand 31. Dezember 2023) in der Provinz Bergamo, Region Lombardei.

## Geographie
Mozzanica liegt 25 km südlich der Provinzhauptstadt Bergamo und 40 km östlich der Metropole Mailand in der Po-Ebene. Die Nachbargemeinden sind Caravaggio, Castel Gabbiano (CR), Fara Olivana con Sola, Fornovo San Giovanni und Sergnano (CR).

## Sehenswürdigkeiten
- Der Bürgerturm wurde 1492 erbaut und diente zur Verteidigung der Republik Venedig.
- Die Kirche Santa Marta

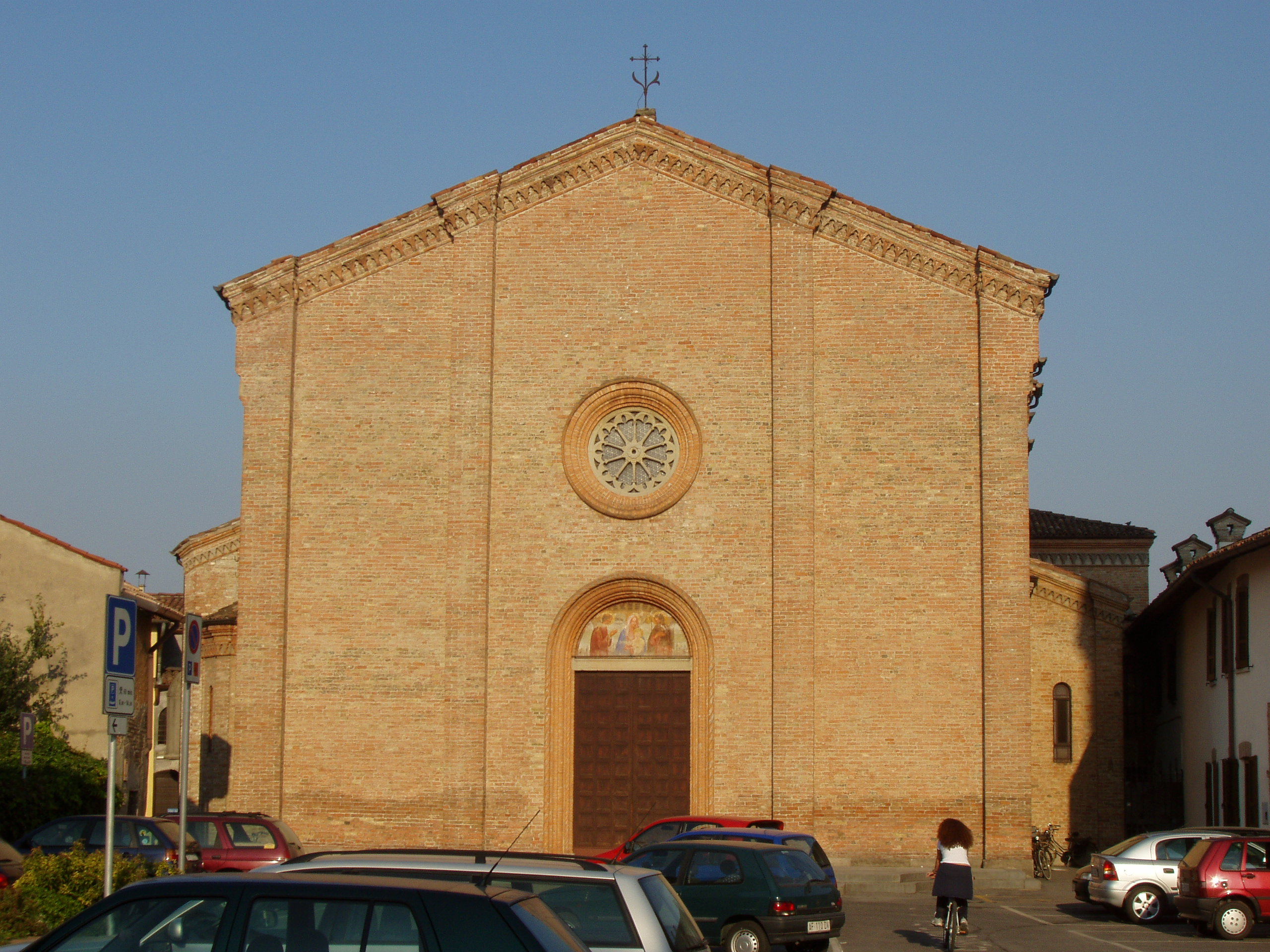
Pfarrkirche Santo Stefano
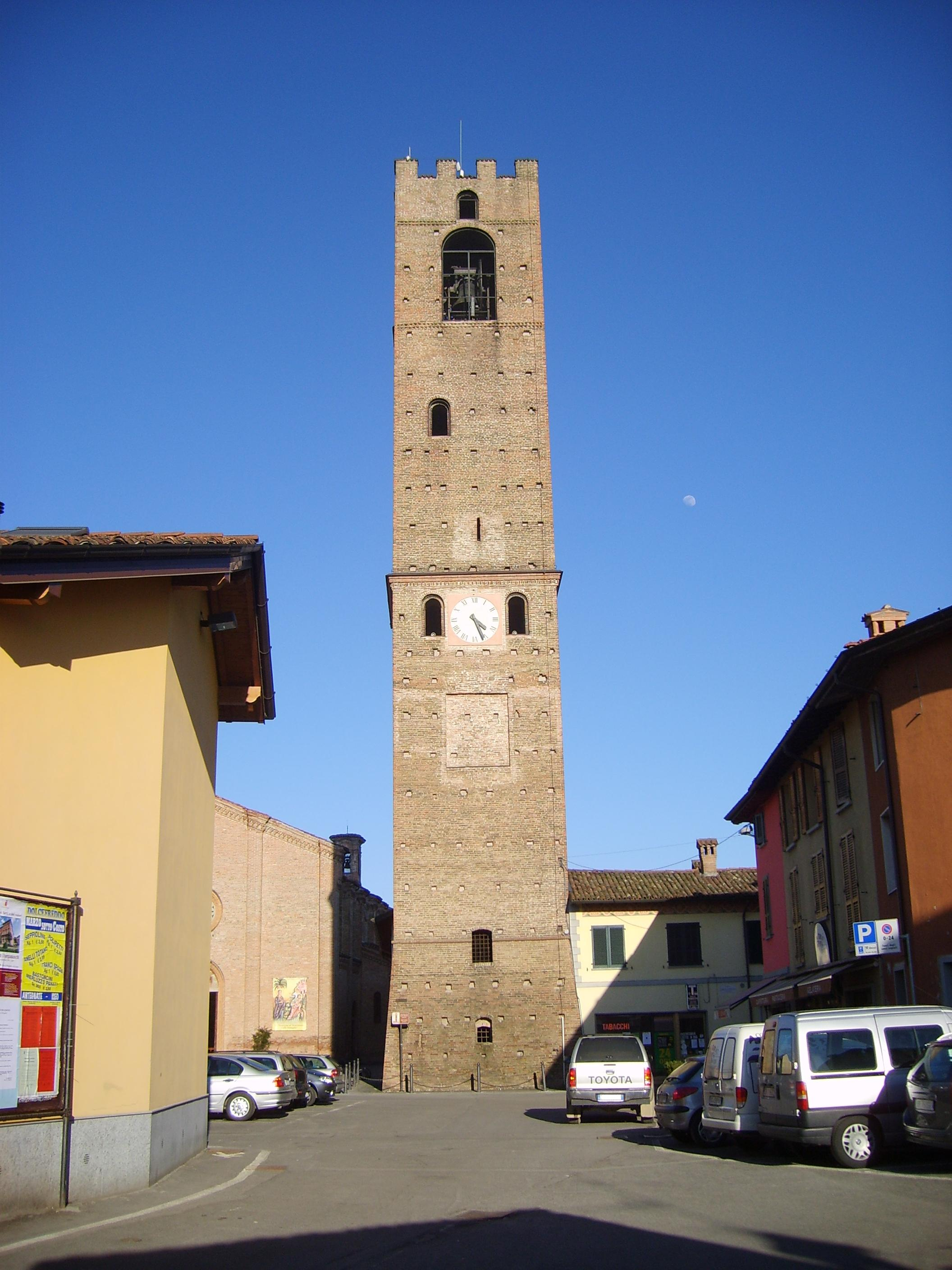
Torre Civica
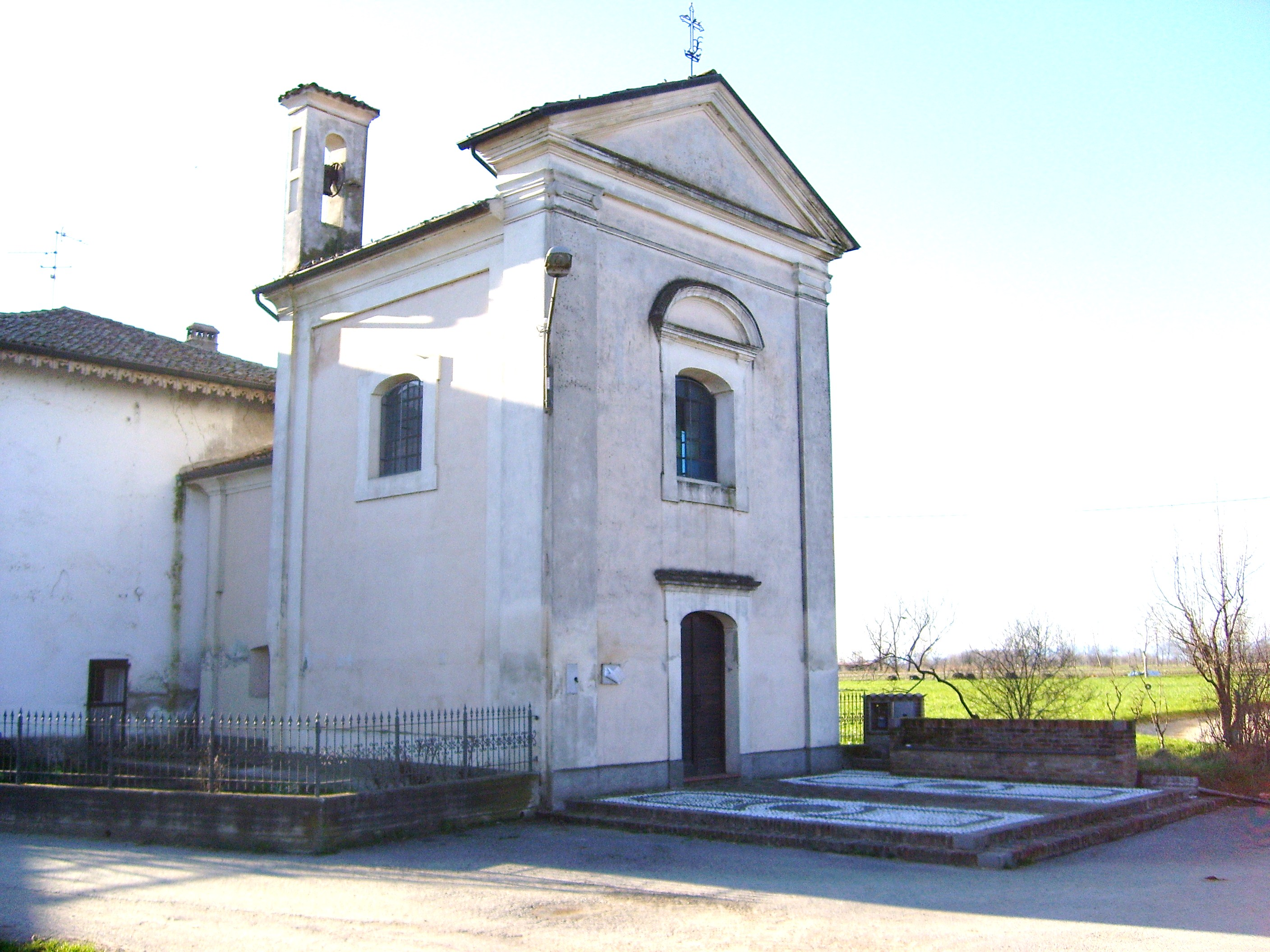
Madonna della Neve im Ortsteil Colomberone